# Тромс-ог-Финнмарк
Тромс-ог-Финнмарк (норв. Troms og Finnmark, сев.‑саам. Romsa ja Finnmárku, квен. Tromssa ja Finmarkku) — бывшее фюльке в северной части Норвегии, основанное 1 января 2020 года в связи с территориальной реформой и вновь разделённое в 2024 году. Образовано в результате слияния бывших фюльке Финнмарк и Тромс, а также коммуны Хьелльсунн из фюльке Нурланн. Административный центр Тромс-ог-Финнмарка находился в городе Тромсё (столице старого фюльке Тромс), штаб-квартира губернатора — в городе Вадсё (столице старого фюльке Финнмарк).
1 января 2019 года губернатором фюльке Тромс-ог-Финнмарк была назначена Элисабет Вик Аспакер, бывший губернатор фюльке Тромс.
Решение о слиянии не было популярным, особенно в бывшем фюльке Финнмарк. В 2018 году по всему фюльке был проведен необязательный референдум и 87 % жителей Финнмарка из числа принявших участие проголосовали против слияния, однако стортинг не отменил своё решение о слиянии округа. Правительство Тромс-ог-Финнмарка решило подать в стортинг заявление о разделении фюльке после парламентских выборов в 2021 году. Правительство Стёре заявило, что заявление будет одобрено. 25 февраля 2022 года совет фюльке принял решение о разделении, которое произошло 1 января 2024 года.

## Коммуны
При образовании 1 января 2020 года фюльке делилось на 39 коммун:
| Муниципалитеты Финнмарк | Муниципалитеты Финнмарк |
| --- | ----------------------- |
| Ключ |                         |
| 1. Алта (Alta) 2. Балсфьорд (Balsfjord) 3. Барду (Bardu) 4. Берлевог (Berlevåg) 5. Ботсфьорд (Båtsfjord) 6. Вадсё (Vadsø) 7. Вардё (Vardø) 8. Гамвик (Gamvik) 9. Гратанген (Gratangen) 10. Дюрёй (Dyrøy) 11. Хаммерфест (Hammerfest) 12. Харстад (Harstad) 13. Хасвик (Hasvik) 14. Ибестад (Ibestad) 15. Карасйок (Kárášjohka — Karasjok) 16. Карлсёй (Karlsøy) 17. Каутокейно (Guovdageaidnu — Kautokeino) 18. Квенанген (Kvænangen) 19. Квефьорд (Kvæfjord) 20. Кофьорд (Kåfjord) 21. Лаванген (Lavangen) 22. Лебесбю (Lebesby) 23. Лоппа (Loppa) 24. Люнген (Lyngen) 25. Молсэльв (Målselv) 26. Мосёй (Måsøy) 27. Нессебю (Unjárga — Nesseby) 28. Нордкапп (Nordkapp) 29. Нуррейса (Nordreisa) 30. Порсангер (Porsanger) 31. Саланген (Salangen) 32. Сенья (Senja) 33. Сёррейса (Sørreisa) 34. Сёр-Варангер (Sør-Varanger) 35. Стурфьорд (Storfjord) 36. Тана (Deatnu — Tana) 37. Тромсё (Tromsø) 38. Хьелльсунн (Tjeldsund) 39. Шервёй (Skjervøy) |                         |